# Achmed Akkabi
 Achmed Akkabi, né le 3 octobre 1983 à La Haye, est un acteur et scénariste néerlandais d'origine marocaine.

## Biographie
Achmed Akkabi naît à La Haye de parents marocains.

## Vie privée
Il est en couple avec l'actrice et mannequin néerlando-colombienne Liliana de Vries.

## Filmographie

### Cinéma
- 2007 : Whatever Lola Wants de Nabil Ayouch : Yussef[3]
- 2008 : Cut Loose (nl) de Jan Verheyen : Jamal[4]
- 2008 : Anubis and the Path of 7 Sins (nl) de Dennis Bots : Appie Tayibi[5]
- 2010 : Sterke verhalen : Dennis
- 2010 : Het beloofde pad : Karim
- 2011 : De president (nl) de Erik de Bruyn : Joes[6]
- 2011 : Rabat de Jim Taihuttu et Victor Ponten : Abdel[7]
- 2012 : Page 23 : Sven
- 2012 : Laptop : Quickie
- 2013 : Chez Nous : Rachid
- 2016 : Soof 2 (nl) d'Esmé Lammers : Bauke[8]
- 2017 : Brothers de Hanro Smitsman : Hassan[9]
- 2018 : Battle :Bashir

### Téléfilms
- 2006-2008 : Het Huis Anubis (nl) de Dennis Bots : Appie Tayibi[10]
- 2008 : Keyzer & de Boer advocaten : Ben Benmoussa
- 2010 : Gooische Frieten (nl) : Klant
- 2012 : Moordvrouw : Bram Amezian[11]
- 2014 : De Deal (nl) : Darius
- 2014 : Bluf : Philip Bender
- 2015 : Kattenoog (nl) : Jasper
- 2016 : Weemoedt (nl) :	Jos Castelijn
- 2018 : Mocro Maffia : De Paus